# Peter Jennings
Peter Charles Archibald Ewart Jennings, CM (Toronto, 29 juli 1938 – New York, 7 augustus 2005) was een Canadees-Amerikaans journalist. Hij was vooral bekend als presentator van het nieuwsprogramma BC World News Tonight, dat hij 22 jaar presenteerde. Samen met Tom Brokaw bij NBC en Dan Rather bij CBS vormde hij een driemanschap van presentatoren die het Amerikaanse avondnieuws van het begin van de jaren 1980 tot aan zijn overlijden in 2005 hebben gedomineerd.
Jennings overleed op 7 augustus 2005 aan de gevolgen van longkanker.
- Bibliothèque nationale de France: cb13092909h (data)
- CiNii: DA11931437
- Gemeinsame Normdatei: 130296317
- International Standard Name Identifier: 0000 0001 1453 3500
- Library of Congress Control Number: n83073309
- Nationale Bibliotheek van Letland: 000208754
- National Archives and Records Administration: 10569676
- Bibliotheek van het Japanse parlement: 01058453
- Nationale Bibliotheek van Tsjechië: js20050815002
- Nationale Bibliotheek van Israël: 987007459871305171
- Nationale Bibliotheek van Polen: a0000002422969
- SNAC: w61z7ccx
- Système universitaire de documentation: 088885054
- Trove: 553433
- Virtual International Authority File: 100304085
- WorldCat: E39PBJdCtgpXrKRbjVY6wX8t8C